# Carlos Grosso
Carlos Alfredo Grosso (Pampa del Infierno, 18 de marzo de 1943) es un político argentino. Fue intendente de la ciudad de Buenos Aires entre 1989 y 1992.

## Comienzos
Grosso nació en la provincia del Chaco en 1943. Se graduó como profesor en Letras.
Entre 1976 y 1983 se dedicó a la actividad privada en donde desarrolló diversas tareas en distintos grupos empresarios; destacándose que entre 1978 y 1983 se desempeñó en el Grupo Socma, en el que llegó a ser su CEO durante tres años. Es grupo empresario es propiedad de la familia Macri.
Grosso fue profesor en la Universidad Nacional de Rosario y en la Universidad Católica de esa ciudad.

## Carrera política
En 1967 entró en la agrupación JAEN (Juventud Argentina para la Emancipación Nacional), pero en marzo de 1970 fue expulsado debido a un enfrentamiento interno con el dirigente Jorge Raventos que lo acusaba de tener un proyecto más socialcristiano que peronista.
Tras la derrota en las elecciones presidenciales argentinas de 1983, buscó reemplazar parcialmente el tradicional apoyo sindical por agrupaciones locales organizadas en torno a dirigentes comprometidos con un sistema de pertenencia político, intentando diversificar socialmente su base electoral. 
Paralelamente a Antonio Cafiero en la provincia de Buenos Aires y a José Manuel de la Sota en la provincia de Córdoba, Grosso capitalizó la situación y su postura política, llegando a transformarse en uno de los líderes que desplazó a las figuras tradicionales de la estructura partidaria justicialista. Fue gerente de SOCMA, desde el cual pretendió ganar un mercado electoral con la continuación de la política faraónica del brigadier Cacciatore.
Con el triunfo de Carlos Menem en las elecciones internas del justicialismo en 1987, quedó ligado a la ascendente figura del por ese entonces gobernador de la provincia de La Rioja.[cita requerida]
Desde 1985, Grosso dirigía la sección porteña del Partido Justicialista, desde la cual coordinaba un aparato de agrupaciones, denominado "El sistema". Con el triunfo de Menem en las elecciones de 1989, fue designado por el presidente electo como intendente de Buenos Aires.
A fines de 2001, tras la renuncia de Fernando de la Rúa, fue designado asesor de gabinete por el presidente interino Adolfo Rodríguez Saá, pero debió renunciar junto con el presidente debido a las protestas populares, expresadas en cacerolazos, en contra del gobierno.

### Gestión como intendente de Buenos Aires
Su corta gestión produciría una serie de transformaciones que caracterizarían durante años la configuración urbana. La Intendencia puso especial énfasis en aquellos sectores de la ciudad que suponían ventajas diferenciales para el desarrollo de los negocios, sin olvidar otros sectores menos favorecidos como las villas de emergencias (escrituración de tierras de la villa 6) y estructuras deficientes (Manzana de San Francisco; conventillos de La Boca; etc.).

#### Reciclaje de Puerto Madero

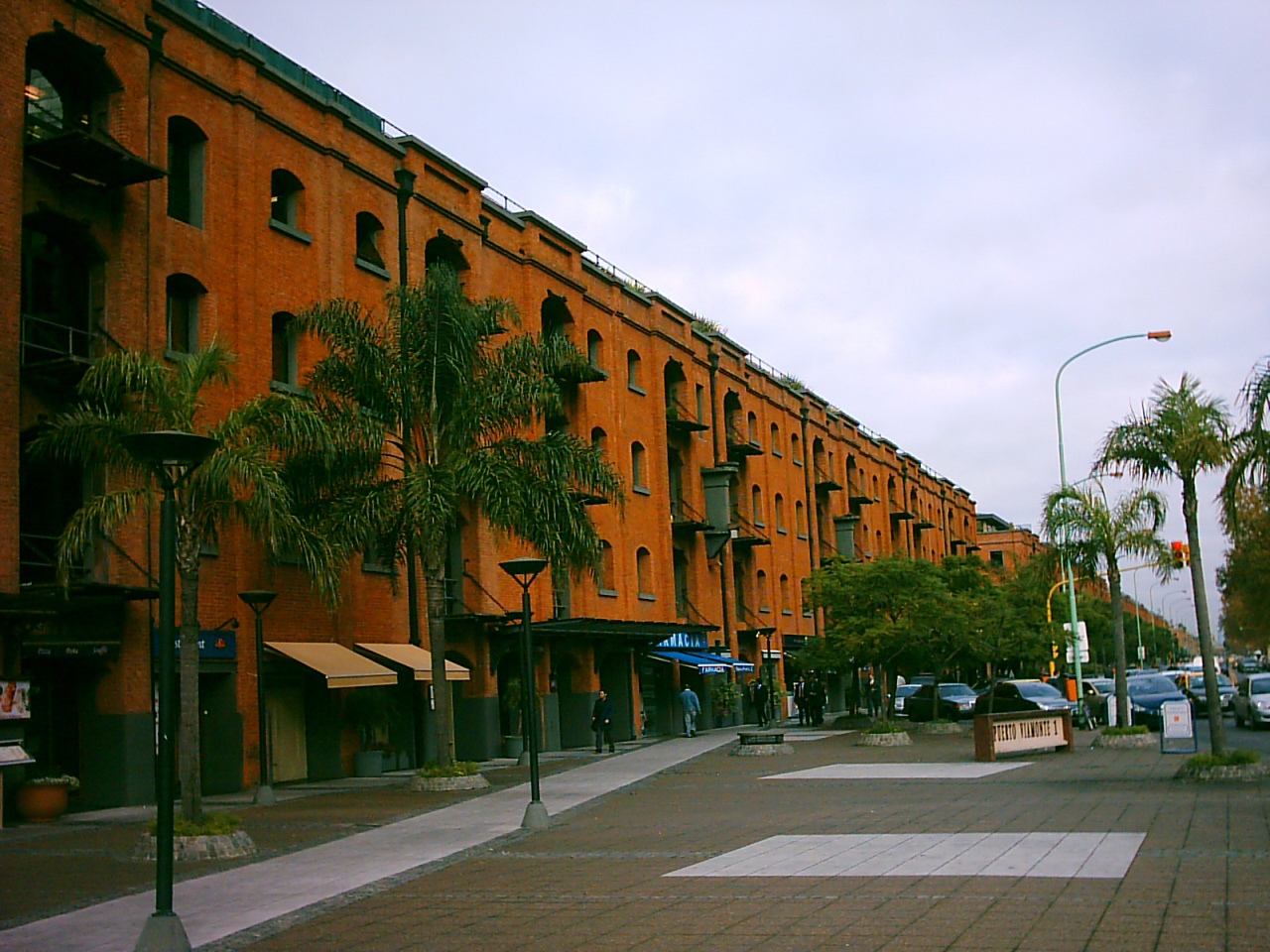
Los docks reciclados constituyen el principal patrimonio histórico arquitectónico y marca de identidad portuaria de la zona.

Uno de los puntos más reconocibles de su gestión fue la urbanización de Puerto Madero, una vieja estructura portuaria en desuso de 170 hectáreas. El 15 de noviembre de 1989, el Ministerio de Obras y Servicios Públicos, el Ministerio del Interior y la Municipalidad de la Ciudad de Buenos Aires firmaron el acta de constitución de una sociedad anónima denominada "Corporación Antiguo Puerto Madero". Teniendo como objetivo la urbanización del área, los gobiernos de la Nación y de la ciudad participaron como socios igualitarios, convirtiéndolo en un centro de gran expansión comercial, con la incorporación de oficinas y viviendas familiares y el proyecto de construcción de distintos centros culturales, generándose además un nuevo recorrido turístico con identidad propia.
Hasta ese entonces el lugar tenía jurisdicciones superpuestas: la Administración General de Puertos, Ferrocarriles Argentinos y la Junta Nacional de Granos tenían intereses en la zona. El convenio firmado implicó la transferencia de la totalidad de las hectáreas a la Corporación Antiguo Puerto Madero S.A., en tanto que la Municipalidad de la Ciudad de Buenos Aires (MCBA) quedó a cargo de la reglamentación de la normativa de desarrollo urbano. Así, con el asesoramiento del ayuntamiento de Barcelona, comenzaron los estudios del plan de reciclaje, convocándose en 1991 un concurso nacional de ideas para armar el "master plan" del nuevo barrio. De este concurso surgieron dos ganadores cuyas propuestas se fusionaron. 
La primera etapa de revitalización de Puerto Madero comenzó en 1991, con el reciclaje de los depósitos con fachada de ladrillo en el "sector oeste" de los diques (el que está pegado a la ciudad tradicional), en los cuales se formó un polo gastronómico de varias cuadras de extensión que se puso rápidamente de moda y fue un éxito. 
Puerto Madero se convirtió en un nuevo y moderno barrio de la ciudad, proyecto que mereció cuatro premios internacionales de asociaciones de arquitectos, de turismo y de urbanismo. 
Durante su gestión se decidió recuperar el sur de la ciudad, el premetro "E2" alcanzó las terminales de "General Savio" y "Centro Cívico", ambas ubicadas en el Conjunto Habitacional Lugano I y II, recorriendo una extensión de 7400 metros, se extendió la Línea "E1" y la prolongación de la "E2" en dirección a la General Paz con su centro de trasbordo en el conjunto 3.

#### Concesión de los subterráneos

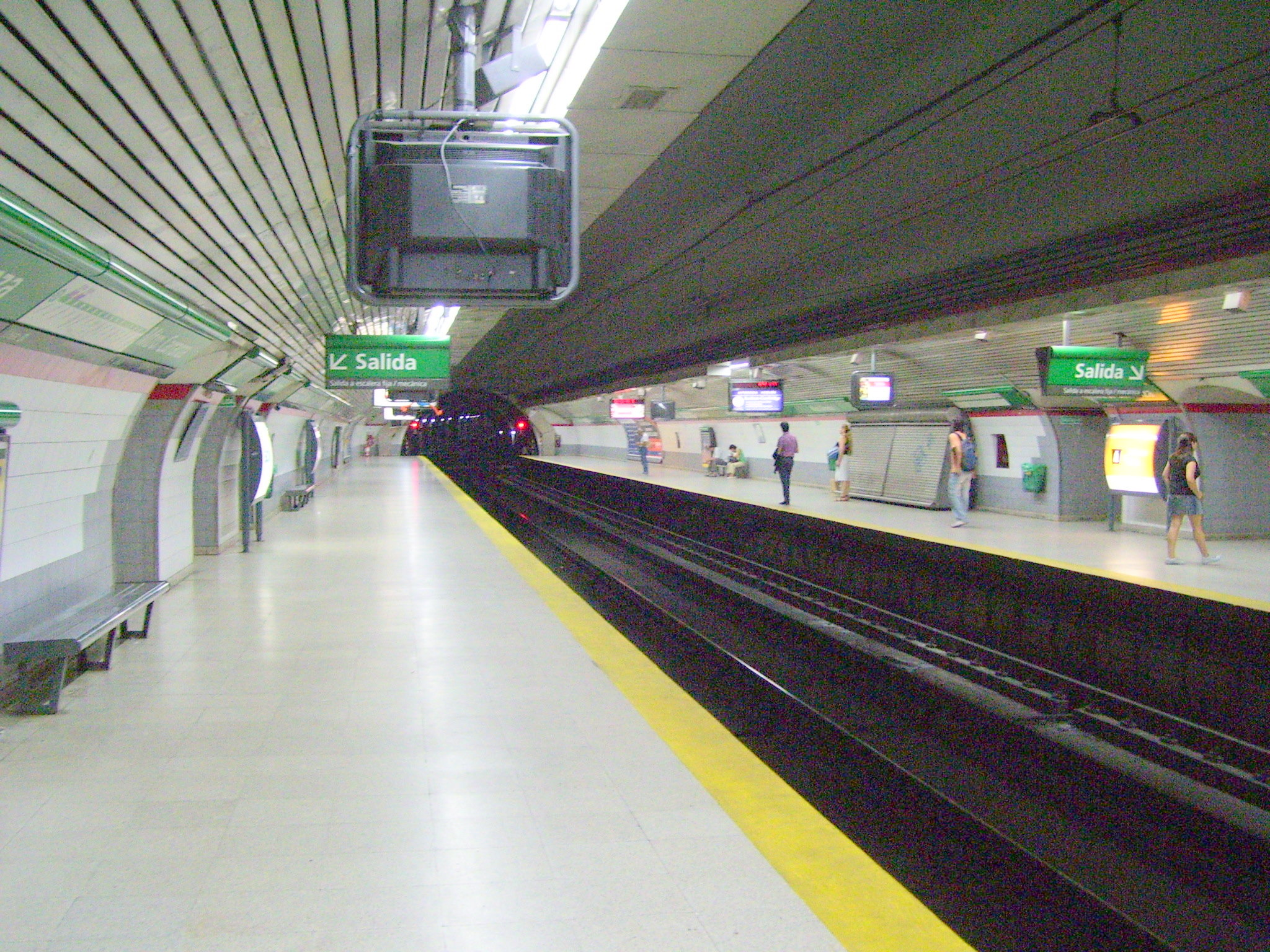
Estación Ministro Carranza (Línea D).

En 1989, Grosso suspende las obras de extensión de la Línea D y decide ceder al Ministerio de Economía de la Nación la operación de la red de subterráneos para incluirlos en el proceso de privatización ferroviaria que emprendería el gobierno nacional. De esta manera, las cinco líneas subterráneas y el Ferrocarril Urquiza quedarían bajo un mismo consorcio empresario. 
El Poder Ejecutivo Nacional dispuso mediante el artículo 13 del decreto 2074/90, firmado el 3 de octubre de 1990, la concesión de explotación de los servicios prestados por Subterráneos de Buenos Aires S.E. (SBASE). Mediante este decreto firmado por el presidente Carlos Saúl Menem se concesionarían las líneas de subte y el Premetro por 20 años (prorrogable por períodos sucesivos de 10 años) y, como ya se dijo, el contrato también incluía la operación del Ferrocarril General Urquiza.
Luego de estudiar las distintas ofertas, la operación del servicio fue otorgada al consorcio formado por Benito Roggio e hijos S.A., Cometrans S.A., Burlington Northern RR. Co., Morrison Knudsen Corporation Inc. y S.K.F. SACCIFA., quienes formarían la empresa Metrovías S.A. Por contrato de concesión, la nueva empresa tendría a su cargo diversas obras que superaban la mera explotación y mantenimiento de la red: Metrovías debía encarar la extensión de la Línea E hasta Retiro y la construcción del Taller Central “Mariano Acosta”.
SBASE operaría la red hasta el 31 de diciembre de 1993 y a partir de allí la Sociedad quedaría como una empresa residual, dueña de todas las instalaciones, pero con el único fin de diseñar, licitar y construir las obras de extensión de las líneas existentes y la construcción de nuevas líneas cuya planificación y ejecución estaría a cargo del Gobierno de la Ciudad.
El traspaso efectivo de la red fue hecho el 1° de enero de 1994, cuando la empresa Metrovías S.A. se convirtió en la concesionaria de todas las líneas del Subterráneo de la Ciudad de Buenos Aires, el Premetro y el Ferrocarril Urquiza. Sin embargo, esta situación que involucraba al Gobierno de la Ciudad, al Gobierno Nacional y a una empresa privada concesionaria, generaría conflictos de jurisdicción años más tarde.

#### La "escuela shopping"
El 30 de diciembre de 1990, el entonces Concejo Deliberante porteño aprobó, por mayoría especial de 2/3 de los votos, una ordenanza por la cual se autorizó la construcción de 17 locales comerciales en la planta baja de la Escuela Presidente Mitre, para que la Intendencia los diera en concesión a un privado por 20 años. Como la escuela estaba a una cuadra de la estación ferroviaria de Once, presentaba un gran atractivo comercial. La investigación por la bautizada 'escuela shopping' fue llevada a cabo por el diario Página/12. La planta baja se había usado para levantar locales comerciales, dados en concesión al empresario Salomón Salem, uno de los imputados en la causa. El 27 de julio de 2001 el fiscal federal Luis Comparatore reclamó el procesamiento del ex intendente Carlos Grosso y del empresario Salomón Salem por el delito de defraudación a la administración pública.
Esta conversión de la planta baja de la escuela había sido elevada por Grosso al Concejo Deliberante, porque este cuerpo tenía la autoridad de aprobar la resolución de un conflicto jurídico, para compensar una deuda que tenía la Municipalidad de Buenos Aires con el empresario responsable del Centro de Abastecimiento Municipal N.º 74 que funcionaba enfrente del colegio.
En su momento, esa concesión provocó un escándalo y varios funcionarios se vieron involucrados en un proceso judicial. Cuando esta norma caducó el 30 de diciembre de 2010, los comerciantes fueron desalojados para construir en ese lugar un jardín de infantes.

#### Demolición del Albergue Warnes
Durante la gestión de Carlos Grosso se definió que este edificio abandonado fuera demolido el 16 de marzo de 1991; el hecho se convirtió en un suceso inédito y espectacular que convocó mucho público. El predio de cuatro hectáreas a zona se transformó en una zona de compras y paseo que incluye un supermercado, un parque, 200 viviendas sociales y un túnel para la circulación de autos.

La zonificación del predio recién ocurriría algunos años después.Se construyó y concesionó la recova bajo la autopista Illia en su cruce con Avda.Del Libertador para evitar su marginalización urbana. Se recicló integralmente la manzana de San Francisco y muchos conventillos de La Boca.

#### Demolición del Teatro Odeón

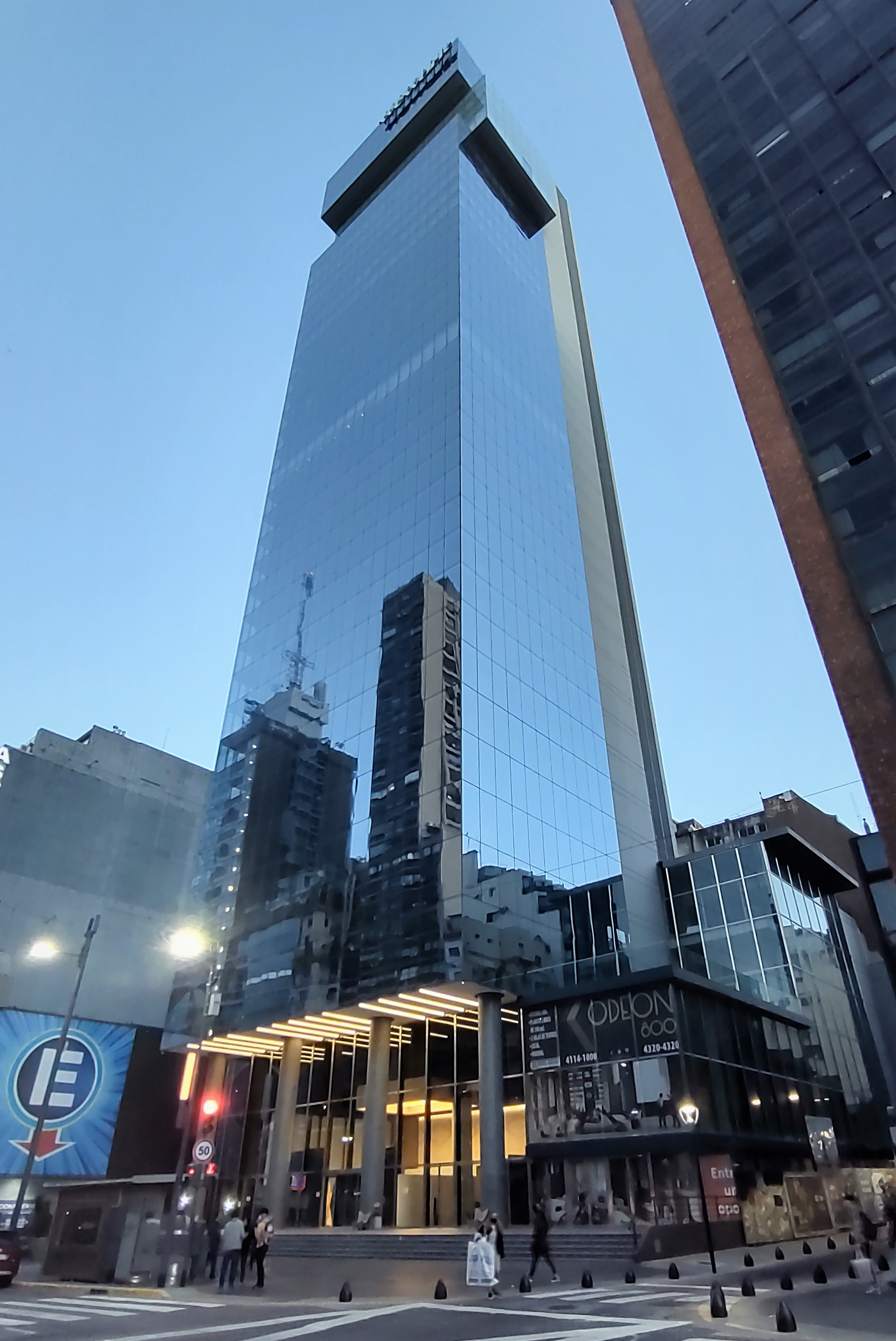
Rascacielos Odeon construido en la parcela del antiguo teatro.

El Teatro Odeón fue construido en 1891 por iniciativa del empresario cervecero alemán Emilio Bieckert, en el lote en donde antes había existido el Teatro Edén en 1985 fue declarado inmueble protegido "por su interés cultural y arquitectónico" protección fue revocada por Carlos Grosso y en 1991 el edificio fue demolido, empleándose el espacio para la construcción de un moderno y lujoso edificio conocido como la Torre Odeón, un emprendimiento de oficinas con 37 plantas, oficinas, locales comerciales y 2 teatros.

#### Recolección de basura
Durante su gestión se desarrolló un escándalo con la empresa Manliba, propiedad del grupo Macri y de una empresa norteamericana, que comenzó a recolectar la basura porteña en 1979. Se trataba del principal contratista del gobierno de la ciudad. Argüello sostiene que apenas llegó al poder “el intendente consiguió que se prorrogara el contrato a pesar de los incumplimientos de la empresa en la renovación de la flota de camiones, al cambio del barrido mecánico por el barrido manual con el consecuente y desmesurado incremento de la factura, o lo más oneroso del servicio comparado con el prestado por la empresa Cliba”.
Pero la recolección de la basura no fue el único servicio prestado por los Macri a la Municipalidad. Itron, empresa de Bulgheroni y de la que participaría muchos años después el Grupo Macri, logró alzarse con la contratación de la facturación de ABL y del impuesto automotor. La Auditoría de la Ciudad estableció que “el contrato era de 10 millones de pesos anuales” y se destaca “un bajo nivel de exigencia técnica, operativa y jurídica para los concesionarios, situación que no fue corregida en las sucesivas negociaciones y prórrogas pactadas”. Finalmente durante la administración de La Rúa fueron rescindidos por el actual Gobierno de la Ciudad, con lo cual el Estado de la Ciudad de Buenos Aires pasó a gastar entre 30 y 50 millones de pesos menos.

#### Velódromo de Palermo
Uno de los casos más importantes, que también involucró al concejal Jorge Castells, fue el de la concesión mediante licitación de la explotación del campo municipal de golf y del velódromo de Buenos Aires a la empresa Asesores Empresarios S.A., considerada una empresa fantasma cuyos socios estaban vinculados al Secretario General de la Presidencia Alberto Kohan.

#### Otras iniciativas
Se instaló el sistema de "padrinazgo" de plazas y paseos a través de empresas privadas que se comprometían a mantener las áreas verdes y su floración. También remodeló integralmente el centro cultural Recoleta.

Como parte de los contratos de concesión de autopistas, se anuncia la intención de extender la ruta Panamericana dentro de la Capital Federal mediante un viaducto elevado hasta la Av. Congreso aprovechando los terrenos remanentes de lo que iba a ser la Autopista Central AU-3

#### Renuncia
En octubre de 1992, tuvo que enfrentar una larga interpelación en el Concejo Deliberante porteño. En el recinto del Concejo Deliberante, Grosso reconoció un déficit municipal de 186 millones de dólares. Grosso se vio obligado a renunciar en octubre de 1992. Tras la caída de Grosso, la Municipalidad reveló que el déficit se elevaba a 360 millones de dólares, llegando a denunciarse incluso un déficit de 700 millones.

#### Juicios por su gestión
Al promediar 1993, Grosso comienza a ser citado por distintos juzgados de instrucción por las licitaciones de obras públicas en la ciudad como la llamada Escuela Shopping y el complejo Golf-velódromo, entre otras. Las causas acumuladas contra Grosso incluyeron cargos de asociación ilícita y de enriquecimiento ilícito. 
En el año 2002 fue detenido, por orden del juez de instrucción Eliseo Otero por la causa iniciada en 1992 por la concesión irregular del Complejo Golf-Velódromo.  La causa se originó a raíz de una denuncia presentada en 1991 por el entonces concejal Aníbal Ibarra.Según el fallo se demostró que durante la gestión municipal de Grosso  "se ideaban cursos de conducta tendientes a despatrimonializar al erario, violando las normas que regían los procesos administrativos para la concesión de bienes y su exportación, sin trepidar en cometer otros (hechos) ilícitos". La Corte Suprema lo dejó en libertad 208 días después.
Finalmente las causas judiciales fueron archivadas y desestimadas por falta de mérito, o bien recibieron sentencias absolutorias, sin embargo, esta serie de escándalos acabó con su carrera política.[cita requerida]

## Actividad posterior
A posteriori de su renuncia como intendente se alejó de la actividad política y pasó a desempeñarse nuevamente en la actividad privada asesorando a diversos grupos empresarios en Argentina, Brasil y España.[cita requerida]
En 2003 Carlos Grosso fue parte del armado de la campaña a jefe de Gobierno, que recurrió a exfuncionarios y amigos del ex intendente para el armado de su candidatura a la Jefatura de Gobierno de la Ciudad, junto con Juan Pablo Schiavi, al que conoció a principios de los ‘90, cuando era subsecretario de Mantenimiento y Servicios de la Municipalidad y había que negociar con Manliba los provechosos contratos de la basura.